# 精巣挙筋反射

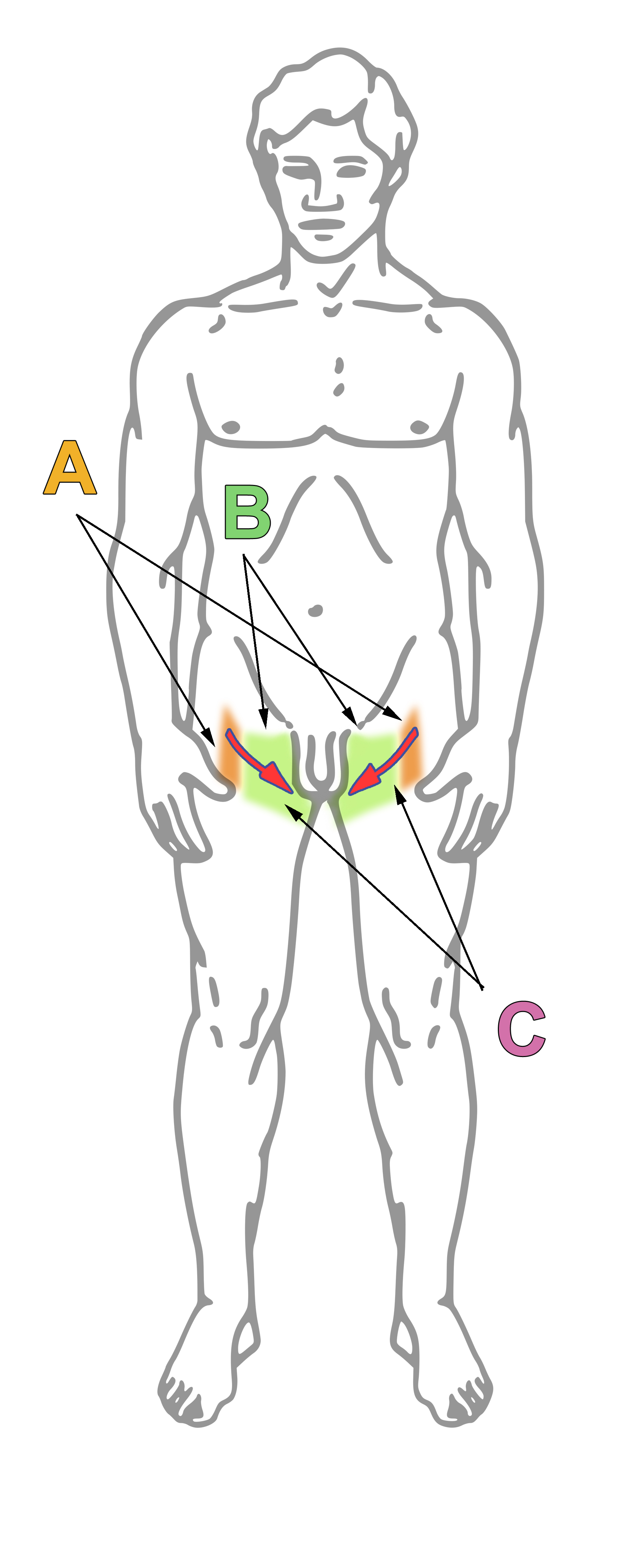
Area A (in orange) represents the area of sensory fibers controlled by the genitofemoral nerve; area B (in green) represents that controlled by the ilioinguinal nerve; arrow C (in red with blue outline) shows the direction and location where the skin must be stroked to elicit this reflex.

精巣挙筋反射（せいそうきょきんはんしゃ）または挙睾筋反射（きょこうきんはんしゃ）（英: Cremasteric reflex）は、ヒトの男性で観察される表在性（皮膚表面付近）反射である。
この反射は、撫でる方向に関係なく、大腿の上側から内側に軽く触れることで誘発される。正常な場合は、同側（体の同じ側）の精巣を引き上げる精巣挙筋が即座に収縮する。この反射には、2つの異なる神経からの感覚線維と運動線維が関与している。内腿を撫でると、腸骨鼠径神経の感覚線維が刺激される。これが陰部大腿神経の陰部枝の運動線維を活性化し、精巣挙筋を収縮させて精巣を挙上させる(p262)。

## 臨床症状
一部の男性では、この反射が強く出現し、潜在精巣と誤診される場合がある。
精巣挙筋反射は、精巣捻転、上下運動神経障害、L1-L2の脊椎損傷などで消失することがある。また、ヘルニア修復の際に腸骨鼠径神経が誤って切断された場合にも消失することがある。
精巣挙筋反射は、精巣の緊急症の識別に有用である。精巣挙筋反射があるからといって精巣捻転が鑑別診断から除外されるわけではないが、陰嚢精巣痛の原因が精巣上体炎等である可能性が高くなる。いずれにせよ、精巣捻転が迅速に除外できない場合は、精巣が壊死して失われる危険性を防ぐために、精巣ドップラー超音波検査や探索的外科的介入を実施するのが普通である。